# بنيولي

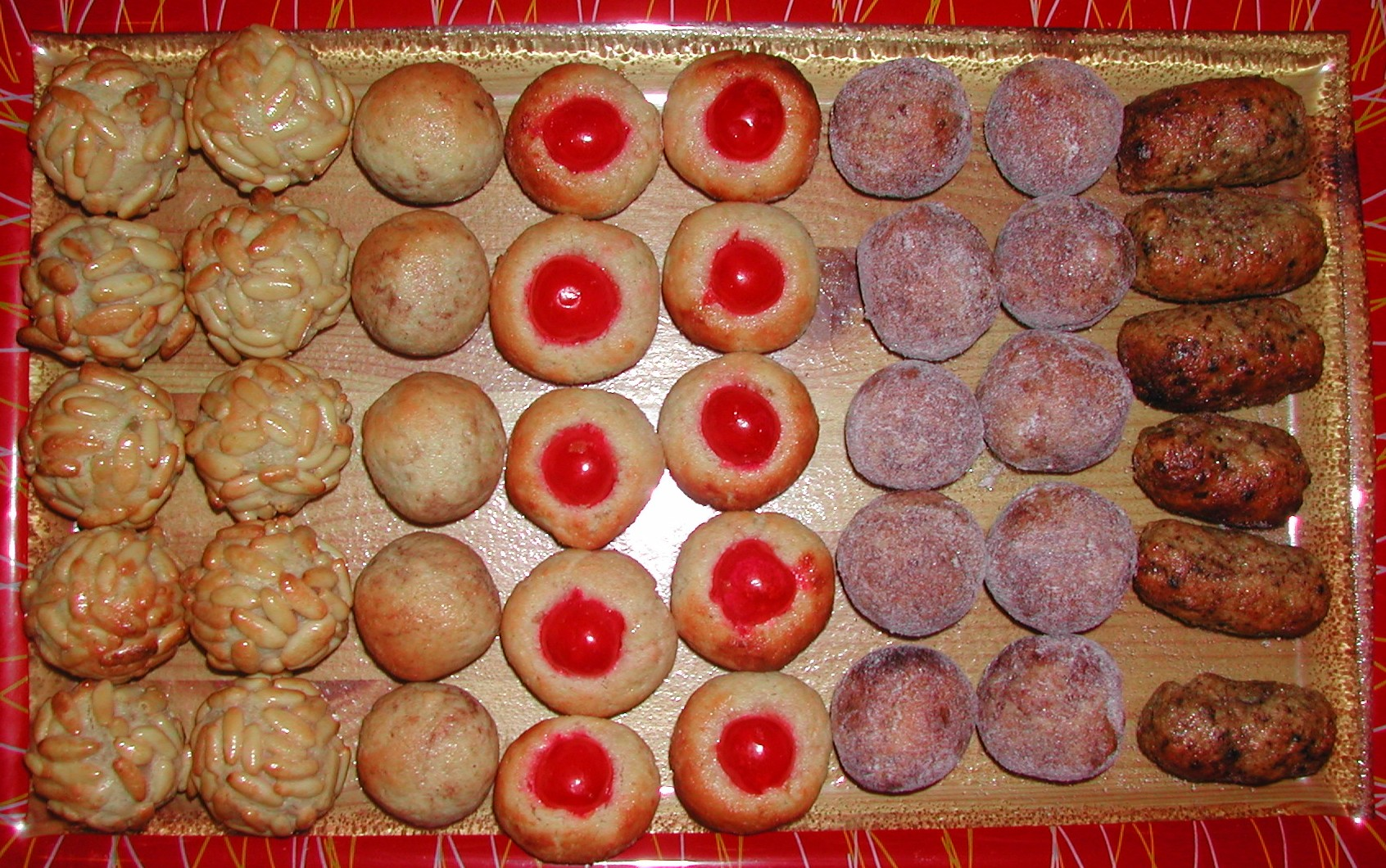
تشكيلة من الكعك حيث البنيولي في أقصى اليسار.

بنيولي (بالإيطالية: Pignoli)‏ هو ماكارون تقليدي من جزيرة صقلية في إيطاليا.
| variations    = 
| calories     = 
| other      = 
|no_commons=true
}}</ref> يتمتع بشعبية كبيرة في جميع مناطق جنوب إيطاليا والمجتمعات الصقلية في الولايات المتحدة. كما أنه تقليدي في كتالونيا.